# 正木俊光
正木 俊光（まさき としみつ、元禄2年閏1月3日（1689年2月22日） - 安永5年4月5日（1776年5月22日））は、日本の江戸時代の兵法家、剣客。剣術では正木一刀流、薙刀術・鎖鎌術・分銅鎖術（万力鎖）では正木流または変離流を称した。俊充、利充の表記もある。通称、庄左衛門 - 団之進 - 段之進 - 太郎太夫。
大垣藩士、正木利品（太郎太夫）の養子である。幼名、田宮民之助。7歳で居合（伝系は不明）を父親に学ぶ。18歳で古藤田俊定（弥兵衛。古藤田一刀流3代目）に学び、後に俊定の門人、杉浦正景（平左衛門。唯心一刀流）を師とした。
1713年（正徳3年）、23歳のとき、三河国鳥居刑部左衛門宅を訪問した際に香取時雄（金兵衛）に会い、先意流薙刀術を学ぶ。後に先意流の祖、信田重次（一円斎。重治とも）に入門して免許を受けた。
俊光は、これらの諸流に槍術や遠当の術（目潰し袋を投げつける術）を合わせ、「変離流」と称した。1776年（安永5年）4月5日、88歳で没。大垣船町（現在の大垣市）、常陰寺に葬る。綿谷雪の「日本武芸小伝」には大垣船町の日蓮宗竹経山常隠寺とあるが、船町にある日蓮宗の寺は常隆寺である。
「まさきたろうだゆうとしみつ」の名は正木自身の伝書に「正木太郎大夫利充」と自署されている。

## 万力鎖
宝暦年間（1750年代）に「万力鎖」を発案した。これは長さ2尺3寸の鎖の両端に分銅を付けた捕縛用具で、正木流玉鎖、あるいは分銅鎖、正木鎖などともいう。分銅にはさまざまな形状があり、軽量で袖に入れて持ち歩ける。俊光はこの鎖の用法を研究して「守慎流」と称した。また、この鎖は秋葉権現から賜った秘器で、掛けておくだけで盗難・剣難除けの御利益があるとして、鎖を求所望する者のためにひとつひとつ祈祷して渡したという。

## 怪力のエピソード
俊光は生まれつき大力で、12歳のとき、病気中にもかかわらず8500斤（約25貫、約94kg）の庭石を動かした。長じると、70斤2貫目（約7.5kg）以上の鉞を毎朝800回振っても顔色を変えなかった。
あるとき、綾川という肥満体の力士と力比べをした。まず、俊光が腰を落としてふんばる綾川を抱き上げた。次に綾川が右手一本で俊光の帯を持ってつり上げた。俊光は「いまのは拙者の目方を見せたまで。今度は両腕でこい」といった。今度は綾川がどんなに腰を入れても俊光の足は地面から離れなかった。これを「身体軽重自在の術」という。

## 門人
俊光の主な門人は次のとおり。
- 正木俊政（多左衛門） 正木家相伝者。薙刀・万力鎖
- 柏淵有儀 薙刀・万力鎖
- 古田正虎（官兵衛） 古藤田一刀流（正木一刀流）
- 吉田定敏（重右衛門） 正木流鎖鎌術

## 参考書籍
- 『日本剣豪100選』（綿谷雪著、秋田書店）